# Lola González
María Dolores González (Ciudad Juárez, 2 de marzo de 1959) es una luchadora profesional mexicana, conocida por su nombre de ring Lola González, que ha competido en la Universal Wrestling Association y la World Wrestling Association durante más de tres décadas. Dominó el Campeonato Mundial Femenil de la UWA a mediados y finales de la década de 1980, manteniendo el título un récord de cuatro veces. 

## Carrera en la lucha libre profesional
Ocasionalmente realizó giras por los Estados Unidos con la National Wrestling Alliance y, en la promoción NWA Hollywood de Mike y Gene LeBell, fue la última Campeona Femenil de NWA California antes de que la promoción cerrara en 1982. Ese mismo año, tuvo una breve temporada en World Class Championship Wrestling derrotando a Irma González en el Fritz Von Erich Retirement Show en el Texas Stadium el 4 de junio de 1982. Hizo dos apariciones más para la promoción derrotando a La Pantera Sureña en la supercard Wrestling Star Wars de agosto de 1982 y se enfrentó a Vicki Carranza por el «Campeonato Femenil Mexicano» en la supercard Wrestling Star Wars de junio de 1983 en el Reunion Arena.
González también visitó Japón apareciendo con la Japan Women's Pro-Wrestling a finales de la década de 1980. En una lucha para decidir las primeras Campeonas en Parejas de la Costa del Pacífico de JWP, ella y La Bruja desafiaron pero fueron derrotadas por Miss A y Xóchitl Hamada en Tokio el 24 de octubre de 1987. El 22 de octubre de 1988, González participó en un torneo de campeonato por el Campeonato Mundial Femenino de la IWA en Edmonton, pero fue eliminada por Rhonda Sing en las rondas iniciales. Más tarde perdió el Campeonato Femenino de la WWA ante Singh en Hungría en diciembre de 1991.
El 30 de abril de 1993, formó equipo con Vicky Caranza y La Rosa en una lucha de tríos en equipos contra Martha Villalobos, Pantera Sureña y Wendy en la primera Triplemanía organizada en la Plaza de Toros de la Ciudad de México, México. Al año siguiente, ella y Martha Villalobos hicieron equipo contra La Monster (la anterior Rhonda Sing) y Magnificent Mimi en una lucha al mejor de tres caídas en «Noche de Campeones» de AAA y fueron derrotadas por La Monster en la tercera caída. El evento tuvo lugar el 6 de agosto de 1994 en el Los Angeles Memorial Sports Arena y asistieron aproximadamente 8000 personas.
González regresó a México y, el 19 de noviembre de 1995, participó en un torneo por el campeonato femenil de TWF. Derrotó a Bambi en la primera ronda, a Chikako Shiratori en las semifinales y a Bison Kimura en la final para ganar el título. Retuvo el título durante casi un año hasta perder ante Lioness Asuka en un combate al mejor de tres caídas en el CMLL Show Aniversario 63 el 20 de septiembre de 1996. En el CMLL Show Aniversario 64 del año siguiente, González se enfrentó a Asuka derrotándola a ella y a La Diabólica en una lucha en equipos haciendo equipo con Lady Apache.
En el Reina de Reinas 2001 en Veracruz, González participó en el torneo de 14 mujeres, pero fue eliminada antes de la final. Tampoco logró llegar a la final en el Reina de Reinas de 2006 y 2007.
El 10 de marzo de 2006, formó equipo con Cynthia Moreno, Martha Villalobos y Miss Janeth en un combate de 8 mujeres en Rey de Reyes (2006) contra Chikayo Nagashima, La Diabólica, Tiffany y Carlos Amano y perdió el combate por descalificación. Más tarde ese año, ganó el Campeonato Femenil de EWWC y defendió el título en la supercard Todo x el Todo de El Hijo del Santo en Naucalpan contra Xóchitl Hamada ganando por descalificación.

## Campeonatos y logros
- Comisión de Box y Lucha Libre de México, D. F.
  - Campeonato Nacional Femenil (2 veces) [15] [16]

- JDStar
  - TWF World Women's Championship (1 vez) [17]

- NWA Hollywood
  - NWA California Women's Championship (1 vez, final) [18]

- Universal Wrestling Association
  - UWA World Women's Championship (4 veces) [19]

- World Wrestling Association
  - WWA World Women's Championship (1 vez) [20]

- Otros campeonatos
  - Campeonato Femenil de Occidente (1 vez) [21]
  - Campeonato Femenil de la EWWL (1 vez)

### Récord de Luchas de Apuestas
| Ganadora (apuesta)        | Perdedora (apuesta)           | Ubicación                | Evento              | Fecha                    | Notas                |
| ------------------------- | ----------------------------- | ------------------------ | ------------------- | ------------------------ | -------------------- |
| Lola González (cabellera) | La Monster (cabellera)        | N/A                      | Evento en vivo      | N/A                      |                      |
| Lola González (cabellera) | Zuleyma (cabellera)           | N/A                      | Evento en vivo      | N/A                      |                      |
| Lola González (cabellera) | Vicky Carranza (cabellera)    | N/A                      | Evento en vivo      | N/A                      |                      |
| Lola González (cabellera) | La Gata (máscara)             | N/A                      | Evento en vivo      | N/A                      |                      |
| Rocío Urbina (cabellera)  | Lola González (cabellera)     | Pachuca, Hidalgo         | Evento en vivo      | 1975                     |                      |
| Lola González (cabellera) | La Pantera Sureña (máscara)   | Pachuca, Hidalgo         | Evento en vivo      | 1977                     |                      |
| Lola González (cabellera) | Vicki Williams (cabellera)    | N/A                      | Evento en vivo      | 1981                     |                      |
| Lola González (cabellera) | La Pantera Sureña (cabellera) | Ciudad de México         | Juicio Final        | 9 de diciembre de 1988   | [ 22 ] [ 23 ] [ 24 ] |
| Irma Aguilar (cabellera)  | Lola González (cabellera)     | Ciudad de México         | Evento de la EMLL   | 18 de agosto de 1989     |                      |
| Lola González (cabellera) | Karla Ivonne (cabellera)      | Ciudad de México         | Domingos de Coliseo | 1 de septiembre de 1991  | [ 25 ]               |
| Lola González (cabellera) | La Sirenita (cabellera)       | Desconocido              | Evento en vivo      | 1995                     |                      |
| Lola González (cabellera) | Galáctica (cabellera)         | Ciudad Juárez, Chihuahua | Evento en vivo      | 26 de septiembre de 2004 |                      |